# Jackie Dougan
Jack „Jackie“ Dougan (* 1930 in Greenock, Schottland; † 27. Januar 1973 in New South Wales, Australien) war ein britischer Jazzmusiker (Schlagzeug).

## Leben und Wirken
Dougan arbeitete ab Mitte der 1950er-Jahre in der britischen Jazzszene; erste Aufnahmen entstanden 1956 mit  Buddy Featherstonhaugh. In den folgenden Jahren spielte er in den Bands von Tommy Whittle und Eddie Thompson; Aufnahmen entstanden in dieser Zeit auch mit Kenny Baker, Bert Courtley & Don Rendell (The Jazz Committee), Cleo Laine, Sandy Brown und dem Harry South Orchestra. Anfang der 1960er-Jahre gehörte er dem Dick Morrissey Quartett an. Danach spielte er im Ronnie Scott Quartet, dem Malcolm Cecil angehörte.
Nach seiner Arbeit bei Scott gehörte er dem Tony Coe Quintet an und wirkte bei Aufnahmen von Stan Tracey (Jazz Suite Inspired by Dylan Thomas's „Under Milk Wood“, 1965), Al Fairweather, Brian Lemon, Sonny Stitt, Johnny Griffin, Ben Webster, Stan Getz, Gordon Beck, Tubby Hayes, Al Cohn and Zoot Sims mit. 1965 begleitete er mit Stan Tracey und Rick Laird den Gitarristen Wes Montgomery bei einer Studiosession für BBC2. 1968 tourte er noch mit dem Don Burrows Orchestra in Australien. Im Bereich des Jazz war er laut Tom Lord zwischen 1956 und 1968 an 67 Aufnahmesessions beteiligt.

## Diskographische Hinweise
- 1959: Blowing Up a Storm : Kenny Baker and The Baker's Dozen
- 1962: Zoot at Ronnie Scott's – Zoot Sims
- 1962: Solo for Zoot – Zoot Sims
- 1963: Have You Heard – The Dick Morrissey Quartet
- 1965: Jazz Suite Inspired by Dylan Thomas's "Under Milk Wood" – Stan Tracey
- 1965: Al and Zoot in London – Al Cohn & Zoot Sims
- 1967: Indo-Jazz Fusions II – Joe Harriott/John Mayer